# MaierKorduletsch
MaierKorduletsch (Eigenschreibweise von A. Maier GmbH & Co. KG) mit Sitz in Vilshofen an der Donau im Landkreis Passau ist eine niederbayerische Unternehmensgruppe zum Handel von Energie, Kraft- und Schmierstoffen. Der weitaus größte Umsatzanteil wird im Kraftstoffhandel erzielt.

## Geschäftsbereiche
MaierKorduletsch ist in folgenden Bereichen tätig:
- Energie: Heizöl, Erdgas, Strom und Holzpellets
- Kraftstoffe: Otto- und Dieselkraftstoffe, AdBlue
- Schmierstoffe: Über 600 verschiedene Schmierstoffe

Darüber hinaus betreibt MaierKorduletsch ein Netz mit 42 Tankstellen in Ostbayern.

## Geschichte
1919 übernahm Josef Maier einen Handelsbetrieb für Öle, Fette, Kerzen und Farben., die erste Benzinzapfsäule in Vilshofen wurde 1929 eröffnet. 1938 gründete Fritz Korduletsch in Passau eine Niederlassung der Deutsch-Amerikanischen Petroleumsgesellschaft. Ab 1950 handelten beide Firmen mit Heizöl, Kraft- und Schmierstoffen, Korduletsch baute ein Tankstellennetz in Niederbayern auf. Die Fusion der beiden Firmen erfolgte 2002. 2006 startete der Pellets- und Pflanzenöl-Handel, Erdgas und Strom folgten 2011 bzw. 2014. Die Gruppe ist weiterhin ein familiengeführtes Unternehmen.

## Zugehörige Firmen
Zur MaierKorduletsch-Gruppe gehören (jeweils zu 100 Prozent) folgende Firmen:
- A. Maier GmbH
- Maier Holding GmbH
- Maier Mineralöle GmbH
- Maier & Korduletsch Schmierstoff GmbH
- Maier & Korduletsch Energie GmbH
- Maier & Korduletsch Energie GmbH & Co. KG, Österreich
- Maier & Korduletsch Maziva k.s., Tschechien